# NGC 5851
NGC 5851 (другие обозначения — UGC 9714, MCG 2-38-44, ZWG 77.8, PGC 53965) — спиральная галактика (Sc) в созвездии Волопас.
Этот объект входит в число перечисленных в оригинальной редакции «Нового общего каталога».